# Benegida
Benegida (Beneixida oficialmente y en valenciano) es un municipio de la Comunidad Valenciana, España. Pertenece a la provincia de Valencia, en la comarca de la Ribera Alta. Su población es de 649 habitantes (INE 2024).

## Toponimia
El topónimo del municipio proviene del árabe بن (bin, «hijo») o بني (banī, «hijos»; بنو banū en árabe clásico) y un nombre de persona o clan, probablemente جدة (Ŷida). Ha aparecido con muchas variaciones a lo largo de la historia: Beniatira, Benigilda, Benaxida, Beneixeda, Benifida, Benegida, Benixida, Bematera, etc. Dado que el antiguo emplazamiento de la población estuvo compuesto durante varios siglos del asentamiento principal y un reducido barrio a unos metros, es frecuente en fuentes antiguas encontrar el topónimo en plural: Benexides, Benagides, etc. La forma valenciana actual ha sufrido probablemente atracción por etimología popular con el término valenciano eixida («salida»).

## Geografía
Integrado en la comarca de Ribera Alta, se sitúa a 53 kilómetros de la capital valenciana. El término municipal está atravesado por la Autovía del Mediterráneo (A-7) y por carreteras locales que comunican con Alcántara de Júcar, Villanueva de Castellón y Gabarda. El relieve del municipio está definido por la subcomarca conocida como valle de Cárcer, bañado por el río Júcar, que hace de límite septentrional. Ocupa una zona plana y fértil, cuyo punto más elevado se encuentra al sur, cerca del puerto de Cárcer, por el que se accede a la comarca de La Costera. La altitud oscila entre los 150 m en un exclave situado al sur y los 29 m a orillas del Júcar. El nuevo pueblo se alza a 60 m sobre el nivel del mar, alejado de la zona inundable.
Localidades limítrofes
| Noroeste: Alcántara de Júcar | Norte: Gabarda        | Noreste: Villanueva de Castellón |
| Oeste: Alcántara de Júcar    |                       | Este: Villanueva de Castellón    |
| Suroeste: Alcántara de Júcar | Sur: Játiva (exclave) | Sureste: Villanueva de Castellón |

## Historia
Los principales restos arqueológicos de Benegida son los encontrados en 1958 en el Olivar de Poveda (partida de La Falquía), consistentes en unas galerías subterráneas de época romana tardía, en las que aparecieron dos lucernas, una vasija de cerámica, nueve cuentas de collar de pasta vítrea, una fíbula de bronce y otros pocos restos más.
El origen del núcleo antiguo de Benegida está en una alquería denominada banī Jidda. Jaime I la donó a la familia Despuig, pasando posteriormente, como Alcántara de Júcar, a manos del conde de Albalat. La población mudéjar de Benegida no fue trasladada tras la Reconquista, por lo que permanecieron en gran número como mano de obra asalariada o con contrato de arrendamiento bajo el poder de la nobleza local. Hubo una mezquita en funcionamiento hasta el año 1526, en que se convirtió en templo católico por influencia de las Germanías. Poco antes de la expulsión de los moriscos (1609) habitaban este lugar 67 familias de estos.
En 1646 solo se habían repoblado 32 casas, y en los años siguientes las pestes y las fiebres endémicas dejaron vacías algunas de ellas, de tal forma que en 1713 solo quedaban 26 habitadas y en 1787 apenas contaba con 131 personas. Según el botánico Cavanilles, en 1795 producía trigo, arroz, vino, aceite, algarrobas, seda, maíz y hortalizas.[cita requerida] A finales de la década de 1830, tras la abolición de los señoríos, se constituyó en municipio independiente. En el Diccionario de Madoz (1845-1850) aparece la siguiente descripción:

BENEGIDA: l[ugar] con ayunt[amiento] de la prov[incia] [...] de Valencia [...] Sit[uado] en el valle de Cácer y márg[en] der[echo] del r[ío] Júcar [...] [cuyas] aguas, la mayor parte del año inundan los campos para la cria y cultivo del arroz. Tiene 39 casas pequeñas, ant[iguas] la mayor parte y muy mal conservadas: de ellas hay un grupo de 9 o 10 aisladas entre si, y separadas de lo restante de la pobl[acion] como unos 30 pasos hacia el N., las cuales se conocen con el nombre de Beneixideta; las restantes unidas, que forman el cuerpo principal del pueblo, tienen mas particularmente la denominacion de Benegida o Beneixida, de lo cual proviene el que algunos den á la pobl[ación] el nombre de los dos Beneixides. La parr[oquia] se encuentra en una especie de plaza que forma el ensanche de una de sus calles [...] bajo la advocación de la Asuncion. Antiguamente sirvió de mezquita, y hasta el año 1574 fue aneja de Alcántara. El cementerio se halla en medio del pueblo: lo cual es verdaderamente contrario á toda regla de higiene, y muy perjudicial á la salud pública. Los vec[inos] se surten de las aguas de las acequias de Escalona y Carcagente [...] A la di[s]t[ancia] de 1/2 de hora al N., pasa el r[ío] Júcar, y cerca de los confines de Villanueva al E. tiene 2 barcas llamadas del Rey, que facilitan el paso de la actual carretera de Madrid, la cual al llegar junto á las riberas del r[ío] se parte en 2 ramales, que terminan en otros tantos embarcaderos [...] También se construyó en aquel tiempo una casa en forma de torre junto á la ribera del mismo r[ío] para la permanencia de los empleados [...] asegurándose que fue destruida por una fuerte avenida del r[ío] [...] fue reemplazda por una pequeña casita [...] A 1/2 cuarto de hora de la barca hácia el S. contigua á la misma carretera, se encuentra la casa llamada del Rey, construida al mismo tiempo que aquella, como lo indica una lápida que tiene encima de la puerta [...]: «Reinando Carlos III, año 1786». Se hizo seguramente con el objeto de tener reunidos en ella los materiales para la construccion del camino [...] tenia 5 grandes almacenes, de los que hay 3 arruinados en la actualidad: los otros dos y las demas habitaciones se hallan en buen estado, ocupándolas al presente el administrados, interventor y dependientes de la empresa que tiene á su cargo el paso de la barca. El terreno es todo llano y fértil, comprensivo de 800 hanegadas de arrozar, 100 de huerta con moreras, y 500 de secano, con olivos, algarrobos y viñas. [...] Hace poco tiempo se ha desmembrado una porcion de terr[eno] agregándolo al térm[ino] de Villanueva en virtud de providencia dictada por la primera autoridad política de la prov[incia] [...] contra la cual itentan reclamar los vec[inos] de Benegida por creerla injusta é improcedente. Los caminos que conducen á los pueblos limítrofes, incluso el que avoca á la carretera de Madrid, son todos carreteros y se encuentran en estado regular [...] Pobl[ación]: 39 vec[inos], 206 alm[as] [...]
Diccionario de Madoz

La población se cuadruplicó en el transcurso del siglo XIX, sumando 476 habitantes en 1900. La «pantanada de Tous», que tuvo lugar en 1982, afectó tan gravemente a la población que se decidió, por acuerdo plenario del 27 de mayo de 1983, trasladarla a un lugar más alto del término, a 60 m s. n. m., en las cercanías de la Venta de Carbonell. El pueblo nuevo está formado por una serie de calles rectas que dibujan un plano de tipo ortogonal, diseñado por el arquitecto Antonio Osorio, con casas pintadas de blanco y de formas cúbicas, minimalistas, que contrastan con las zonas ajardinadas y las palmeras de su entorno.

## Demografía
Benegida cuenta con una población de 649 habitantes (INE 2024).
| Gráfica de evolución demográfica de Benegida entre 1842 y 2021                                                      |
| |
| Población de derecho según los censos de población del INE Población de hecho según los censos de población del INE |

## Economía
La agricultura es casi íntegramente citrícola, estando la práctica totalidad de las tierras de cultivo plantadas de naranjos (107 ha) y mandarinos (110 ha). Antiguamente, la zona más próxima al río estuvo plantada de arroz (203 ha en 1910). La industria se reduce a la manipulación y comercialización de la producción agrícola y un gran almacén de distribución de objetos de regalo (Vidal).

## Administración y política

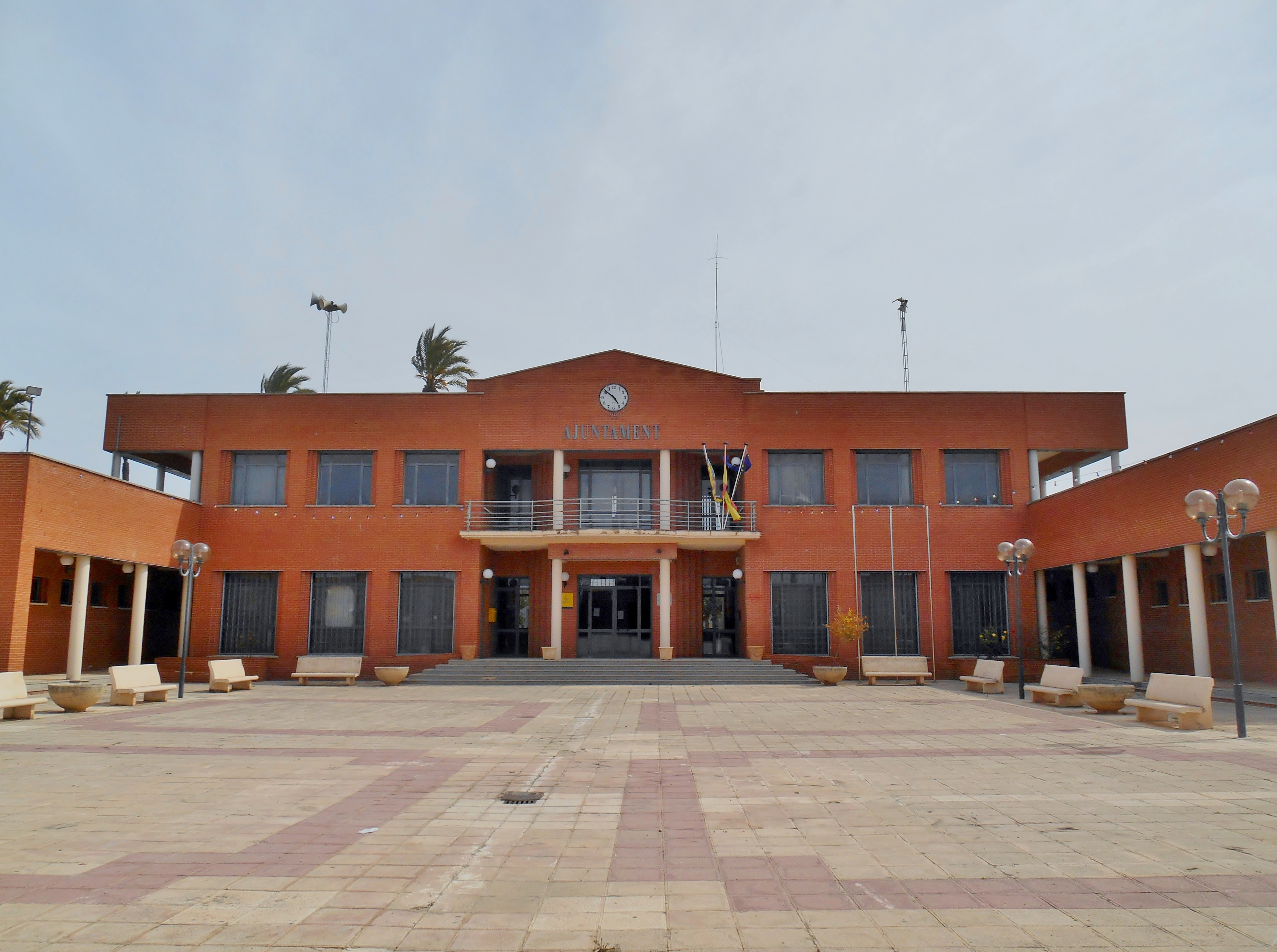
Ayuntamiento de Benegida.

Benegida está gobernada por una corporación local formada por concejales elegidos cada cuatro años por sufragio universal que a su vez eligen un alcalde. El censo electoral está compuesto por todos los residentes empadronados en Benegida mayores de 18 años y nacionales de España y de los otros países miembros de la Unión Europea. Según lo dispuesto en la Ley del Régimen Electoral General, que establece el número de concejales elegibles en función de la población del municipio, la corporación municipal de Benegida está formada por 7 concejales. El Ayuntamiento de Benegida está actualmente presidido por el PSPV-PSOE y consta de 6 concejales de este partido y 1 del PP.
| Periodo   | Nombre                                          | Partido   |
| --------- | ----------------------------------------------- | --------- |
| 1979-1983 | Heliodoro Chordà Torres                         | GIB       |
| 1983-1987 | Nazario García Juan                             | PSPV-PSOE |
| 1987-1991 | Nazario García Juan                             | PSPV-PSOE |
| 1991-1995 | Nazario García Juan                             | PSPV-PSOE |
| 1995-1999 | Vicent Roig Alventosa José Martín Sales Penalba | IPB APB   |
| 1999-2003 | José Martín Sales Penalba                       | UV        |
| 2003-2007 | José Martín Sales Penalba                       | APB       |
| 2007-2011 | Eva Roig Tortosa                                | PSPV-PSOE |
| 2011-2015 | Eva Roig Tortosa                                | PSPV-PSOE |
| 2015-2019 | Eva Roig Tortosa                                | PSPV-PSOE |
| 2019-2023 | Begoña Lluch Gómez                              | PSPV-PSOE |
| 2023-act. | Begoña Lluch Gómez                              | PSPV-PSOE |

## Patrimonio

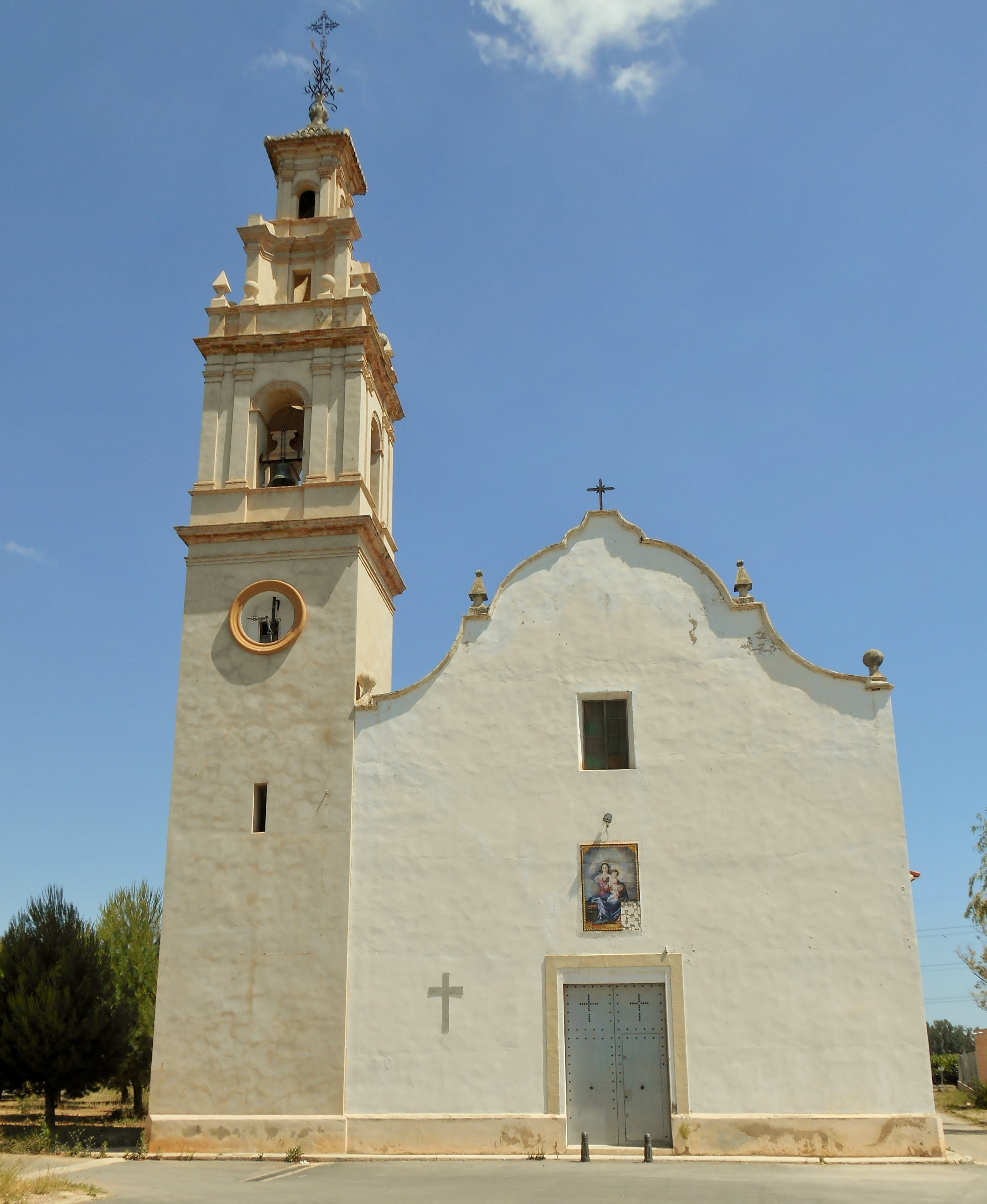
Ermita del Rosario, construida como iglesia parroquial de la Asunción.

- Ermita del Rosario (Ermita del Roser): consagrada como ermita del Rosario en 1982, tras la «pantanada de Tous», se construyó en el siglo XVII como iglesia parroquial de la Asunción. Está ubicada en el antiguo solar de la población, al norte del término.[5] Destaca el esbelto campanario, construido en ladrillo y rematado por doble edículo con contrafuertes y cupulino.[11] El interior es despejado e iluminado, de decoración sencilla. Tiene planta de cruz latina con presbiterio, crucero cubierto de cúpula sobre pechinas, nave cubierta de bóveda de cañón con lunetos, dividida en tres tramos y tres capillas laterales a cada flanco.[11]
- Yacimiento de la Falquía: se trata de unas galerías subterráneas de época romana tardía halladas en el Olivar de Poveda, en la partida de la Falquía.[5]

## Cultura

### Fiestas
El 22 de febrero se celebra el aniversario de la aprobación del proyecto del traslado de Beneixida a su nueva ubicación. El 20 de octubre se celebra la conmemoración de la Pantanada de Tous, que se celebra el domingo más próximo con una romería en el pueblo viejo, donde se realiza una misa a la ermita del Roser y un almuerzo típico.
Finalmente, hacia la última semana de agosto, se celebran las fiestas patronales, dedicadas a los patrones del municipio: el Santísimo Cristo de la Salud, Nuestra Señora del Asunción y San Isidro Labrador.